# 沿河镇
沿河镇，是中华人民共和国江苏省盐城市建湖县下辖的一个乡镇级行政单位。

## 行政区划
沿河镇下辖以下地区：
东夏社区、东兴社区、新丰村、沿港村、向阳村、郑沟村、长新村、天美村、树桥村、沿东村、马沿村、兴旺村、蒿仑村、自强村和烽火村。